# Robert de Montesquiou

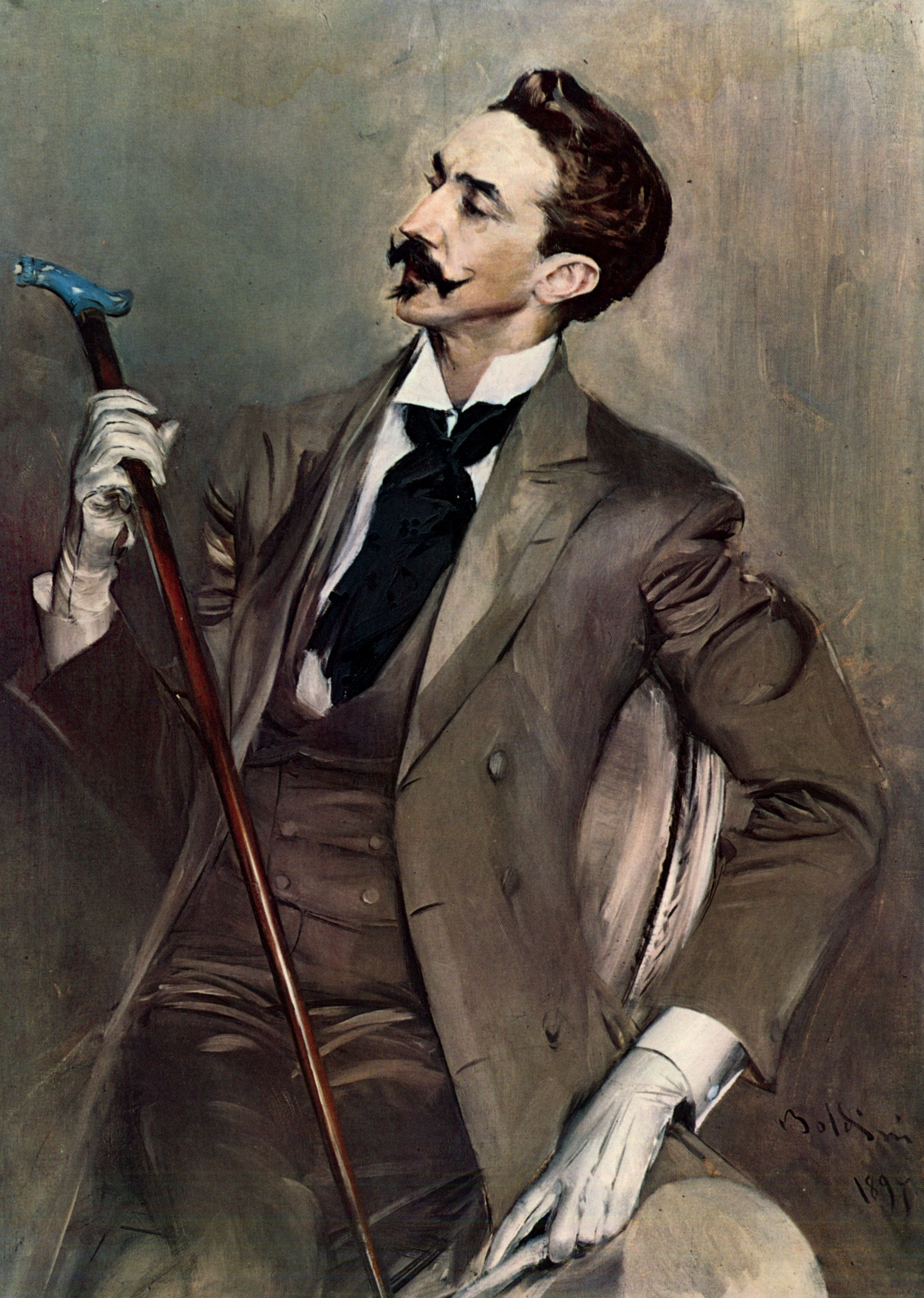
Giovanni Boldini: Robert de Montesquiou, Öl auf Leinwand, 1897

Marie Joseph Robert Anatole Comte de Montesquiou-Fézensac (* 7. März 1855 in Paris; † 11. Dezember 1921 in Menton) war ein französischer Schriftsteller, Symbolist, Kunstsammler und Dandy. Bekannt ist er vor allem als Vorbild für den Baron de Charlus in Marcel Prousts Romanfolge Auf der Suche nach der verlorenen Zeit.

## Leben

Wappen der Montesquiou

Robert de Montesquiou stammte aus dem alten südfranzösischen Adelsgeschlecht der Montesquiou, das seit dem 12. Jahrhundert, ausgehend von seinem Stammsitz Montesquiou in Okzitanien, in verschiedenen Zweigen zahlreiche Burgen und Schlösser in dieser Region errichtet oder erworben hat. Da der Begründer des Geschlechts, Raymond-Aymeric de Montesquiou († 1070), nach der familiären Überlieferung ein jüngerer Sohn des Aymeric I., Graf von Fézensac, gewesen sein soll, eines Geschlechts, das seinerseits von den Herzögen der Gascogne (aus dem Haus Gascogne) abstammte, gestattete Ludwig XVI. der Familie 1777, den Doppelnamen de Montesquiou-Fézensac anzunehmen und erhob sie in den (zunächst primogenen, seit 1809 als comte de l'Empire allgemeinen) Grafenstand. Robert de Montesquiou berief sich gerne auf Charles d’Artagnan de Batz-Castelmore als einen seiner Ahnen, den Helden in Alexandre Dumas’ Roman Die drei Musketiere. Tatsächlich stammte Robert jedoch nicht direkt von dem berühmten Musketier ab, vielmehr war dessen Mutter eine geborene Montesquiou aus dem Hause Artagnan gewesen.
Robert war das vierte Kind (der dritte Sohn) des Grafen Thierry de Montesquiou-Fézensac und der reichen Erbin Pauline Duroux. Seine Eltern ließen sich 1858 ein Haus am Quai d’Orsay erbauen, das Hôtel de Montesquiou-Fézensac (heute chinesisches Kulturzentrum), wo er aufwuchs. Sein Vater war Vizepräsident des höchst exklusiven Jockey-Club de Paris. Robert verband Zeit seines Lebens eine enge Freundschaft mit seiner Cousine, der Comtesse Greffulhe, deren Mutter eine geborene Montesquiou war. Robert war ihr engster Vertrauter und machte sie mit zahlreichen Schriftstellern bekannt, darunter Marcel Proust, die dann in ihrem Salon verkehrten und dort Bekanntschaft mit weiteren Adligen schlossen. Einen anderen, jedoch fast ausschließlich vom hohen Adel frequentierten Salon im Paris der Belle Époque führten Roberts Cousin Aimery Comte de La Rochefoucauld und seine Gemahlin Henriette de Mailly-Nesle.

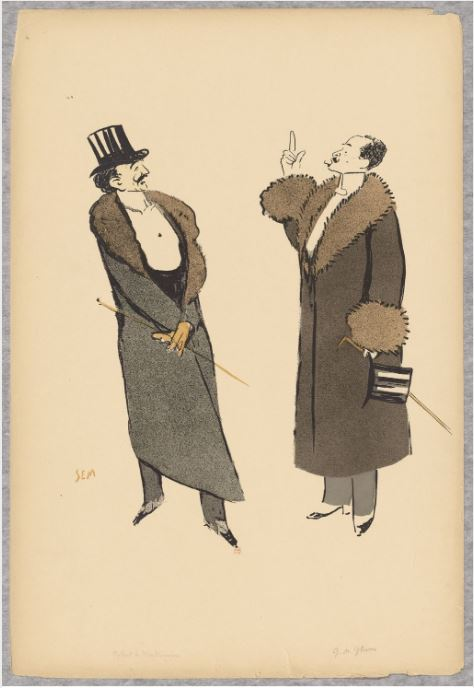
Robert de Montesquiou und Gabriel Yturri (von Georges Goursat, 1905)

1885 begegnete Robert de Montesquiou dem Argentinier Gabriel Yturri (1864–1905). Sie verliebten sich ineinander und waren bis zum frühen Tod Yturris, der an Diabetes litt, ein Liebespaar. Ein Proust-Biograph beschreibt Montesquiou so: „Er war groß, schwarzhaarig und hatte einen Kaiserschnurrbart. Er gackerte und schrie in seltsamen Haltungen, kicherte im hohen Sopran und versteckte seine schwarzen Zähne hinter einer exquisit behandschuhten Hand – der absolute Poseur.“ Anlässlich der Weltausstellung Paris 1900 fand bei der internationalen Pferdeschau ein Vorführen von Reitpferden (chevaux de selle) in allen Gangarten statt, das als erster olympischer Reitconcours gilt und bei dem Montesquiou den dritten Platz gewann.
Montesquiou veröffentlichte zahlreiche Gedichtbände, Essays und zwei Romane. Für den Komponisten Gabriel Fauré schrieb er das Libretto für dessen Pavane in der Fassung für Orchester und Chor (1887). Fasziniert war er von der Gräfin di Castiglione, einer glamourösen Dame, die zeitweilig Mätresse des französischen Kaisers Napoleon III. und ein bekanntes Fotomodell aus der Frühzeit der Fotografie war. Er schrieb dreizehn Jahre lang an ihrer Biografie, La Divine Comtesse (Veröffentlichung 1913). In seinem Besitz waren mehr als 275 Fotografien di Castigliones, die 1975 vom Metropolitan Museum of Art in New York erworben wurden. Er schrieb auch ein Buch über die letzten Lebensjahre des Dichters Paul Verlaine, das erst 1923 posthum veröffentlicht wurde.
Berühmt wurde Montesquiou aber vor allem als Vorbild für mehrere exzentrische Romanfiguren seiner Zeit, Jean Floressas des Esseintes in Gegen den Strich (À rebours) von Joris-Karl Huysmans sowie den Baron de Charlus (und teilweise auch dessen Neffen Robert de Saint-Loup) in Auf der Suche nach der verlorenen Zeit (À la recherche du temps perdu) von Marcel Proust. Verwandt mit einem Großteil des alten französischen Adels, war er Prousts wichtigster Helfer für dessen Entrée in die Sphäre des Faubourg Saint-Germain. Montesquious Cousine, die Salonnière Élisabeth de Greffulhe, wurde in Prousts Roman ebenfalls zu einer der Hauptfiguren, der Herzogin von Guermantes. Montesquiou ließ sich von zahlreichen zeitgenössischen Künstlern porträtieren. Es wird teilweise die These vertreten, er sei auch das Vorbild für die Hauptfigur in Oscar Wildes Roman Das Bildnis des Dorian Gray (1890) gewesen. Zumindest war Huysmans Roman dabei eine Anregung für Wilde.

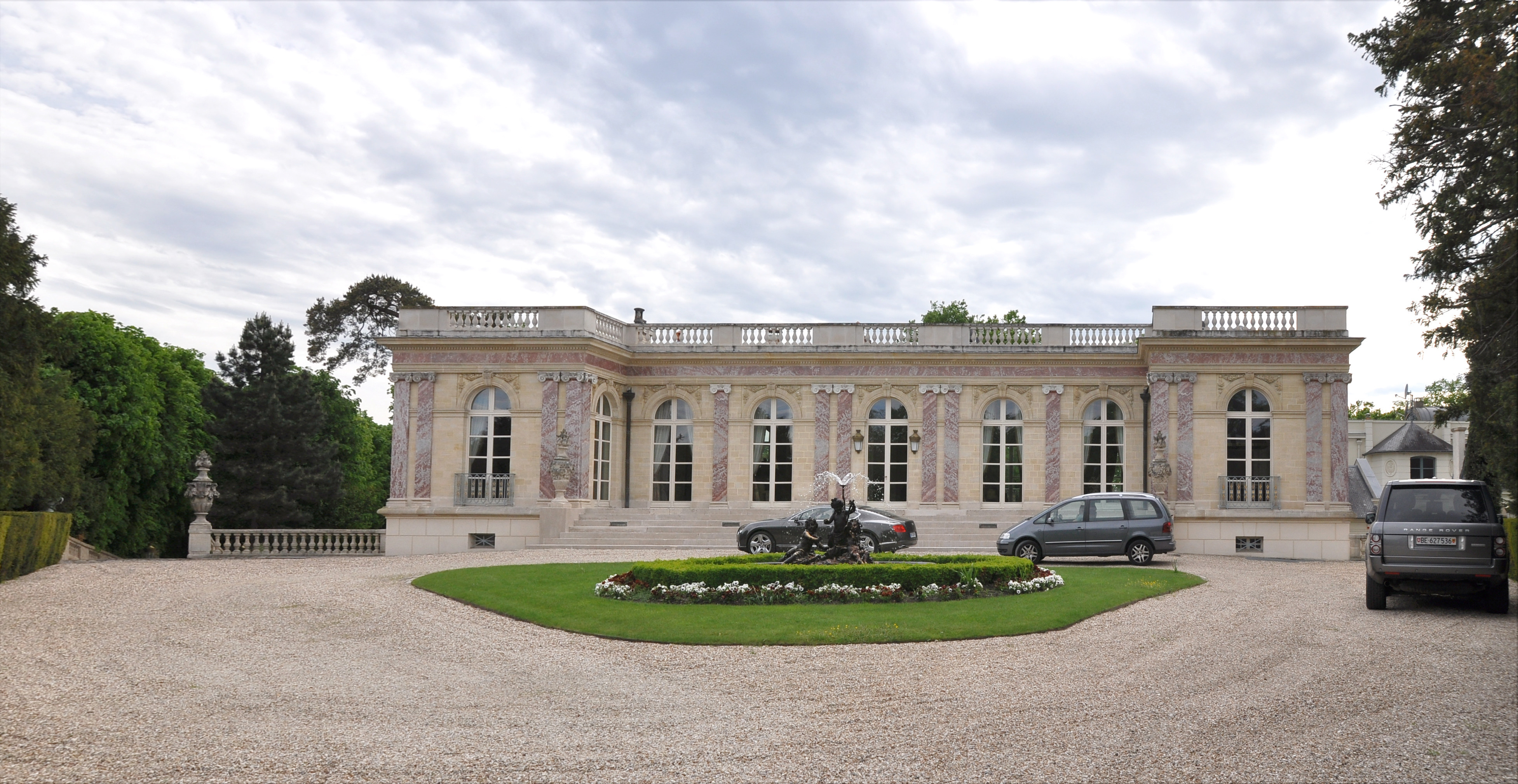
Palais Rose in Le Vésinet

1908 erwarb er das Palais Rose in Le Vésinet westlich von Paris, einen Bau im Stil des Grand Trianon. Er stattete es mit einer Sammlung teils exotischer Gegenstände aus, dazu gehörten reiche Möbel, Gemälde und Kunstgegenstände, er erteilte Émile Gallé viele Aufträge für Glaskunst, das Bad war mit der Marmorwanne von Madame de Montespan ausgestattet, der Mätresse des Sonnenkönigs. Für seine beeindruckende Büchersammlung wurde ein separates Gebäude namens „l'Ermitage“ („Die Eremitage“) errichtet. Zu seinen Gästen gehörten Künstler wie Gabriele d’Annunzio, Ida Rubinstein, Claude Debussy, Colette, Auguste Rodin, Sarah Bernhardt, Maurice Rostand, Alphonse Daudet, Maurice Barrès, Edmond und Jules de Goncourt und Jean Cocteau, zu seinen engsten Freunden Anna de Noailles, Élisabeth de Gramont, Marthe Bibesco, Luisa Casati, die sizilianische Grand Dame Franca Florio, Edmond de Polignac und der mit der reichen Amerikanerin Clara Ward verheiratete Dandy Boni de Castellane. In der Dreyfus-Affäre stellten sich Montesquiou und seine Cousine Élisabeth Comtesse de Greffulhe auf die Seite von Pierre Waldeck-Rousseau, der wesentlich zur Rehabilitierung des jüdischen Angeklagten Alfred Dreyfus beitrug.
Als adliger Intellektueller und Künstler kultivierte Montesquiou eine Kombination aus Snobismus, spitzzüngiger Schlagfertigkeit und Exaltiertheit. Seine eigenen Gedichte trug er mit oratorischem Überschwang, fuchtelnd, singend, schaukelnd und mit Marionettenpuppen spielend, vor. Die besten Imitatoren seiner mimischen und stimmlichen Exaltiertheit waren Charles Haas (Prousts Modell für Swann in der Suche nach der verlorenen Zeit), der Montesquious »schneidendes, schleppendes Gemauschel« besonders gut beherrschte, und Marcel Proust selber. Dieser ließ sich manchmal schon im Beisein der Garderobiere, während er für ein Diner den Mantel ablegte, von Freunden dazu animieren, nachzuahmen, wie Montesquiou beim Lachen seine kleinen schwarzen Zähne hinter der Hand verbarg. Proust unterhielt zu dem 15 Jahre älteren Montesquiou eine komplizierte, oft gereizte, durch ihre beiderseitige außerordentliche Wahrnehmungsfähigkeit jedoch beständige Freundschaft. Während Proust den Grafen seines rosa überpuderten, plissierten Gesichtes wegen mit einer Moosrose verglich, nannte sich der Graf selber „ein Windspiel im Paletot“ und wünschte, dass die Bewunderung für seine Person sich „zum körperlichen Verlangen steigert“.
Nach dem Tod Yturris 1905 stellte er 1908 als Sekretär Henri Pinard ein, dem er später sein – erheblich geschmälertes – Vermögen hinterließ. In vorgerücktem Lebensalter isolierte sich Montesquiou immer mehr durch Streitereien von seinen Freunden. Er nannte dies einen Prozess, „in dem das Gestrüpp sinnloser Freundschaften zurückgeschnitten wird, so daß sich die Alleen weiten, die in meine Einsamkeit führen.“
Montesquiou erlebte noch das Erscheinen von Prousts Bänden Le côté de Guermantes und Sodome et Gomorrhe 1920/21, deren Hauptfigur Baron de Charlus für alle erkennbar nach seinem Vorbild gestaltet war. Er war zunächst empört und suchte Proust umgehend und wutschnaubend in dessen stickigem „Korkzimmer“ auf, um ihm bittere Vorwürfe zu machen. Proust musste all seinen Charme und seine Überredungskunst aufbieten, um den in seiner Ehre getroffenen Grafen davon zu überzeugen, dass er sich täusche. Er leugnete und beschwichtigte, Montesquiou sei keineswegs gemeint, er sei ja ein Hüne, Charlus hingegen kleinwüchsig usw. Außerdem hatte Proust an einer Stelle vorsichtshalber Montesquiou selbst erwähnt, um ihn von der Figur Charlus unterscheidbar zu machen. Der Graf gewöhnte sich aber im Lauf der Zeit an seine literarische Prominenz und sagte Ende 1920, „eigentlich sollte ich mich von nun an Montesproust nennen“. Er bedauerte lediglich, dass Prousts Genie auf Kosten seines eigenen anerkannt worden sei, da er als Dichter nicht zählte, sondern nur Stoff hergab. Prousts Haushälterin Céleste Albaret berichtete später: „Und von dem Tage an, an dem Proust seinen Charlus unter Dach und Fach hatte, war es wie bei allen anderen: er brach die Brücken ab. Aber solange er den Betreffenden studieren musste, folgte er ihm auf Schritt und Tritt“.
Montesquious Memoiren wurden 1923 posthum unter dem Titel Les pas effacés veröffentlicht. Über Proust, der sich vor deren Erscheinen gefürchtet hatte, schreibt er darin nur, dass er in einem chaotischen Schlafzimmer lebe und dass dessen Genie auf Kosten seines eigenen anerkannt worden sei.

## Porträts

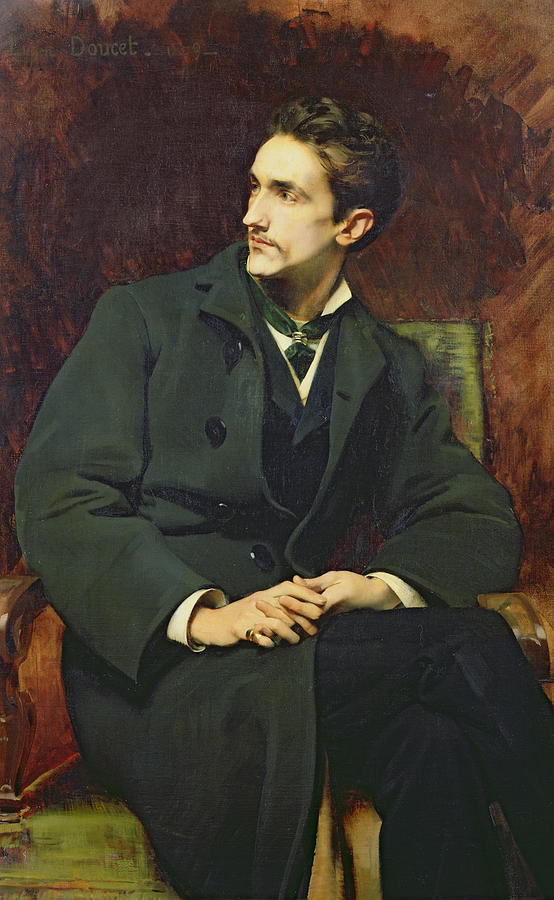
1879 (von Henri Lucien Doucet)
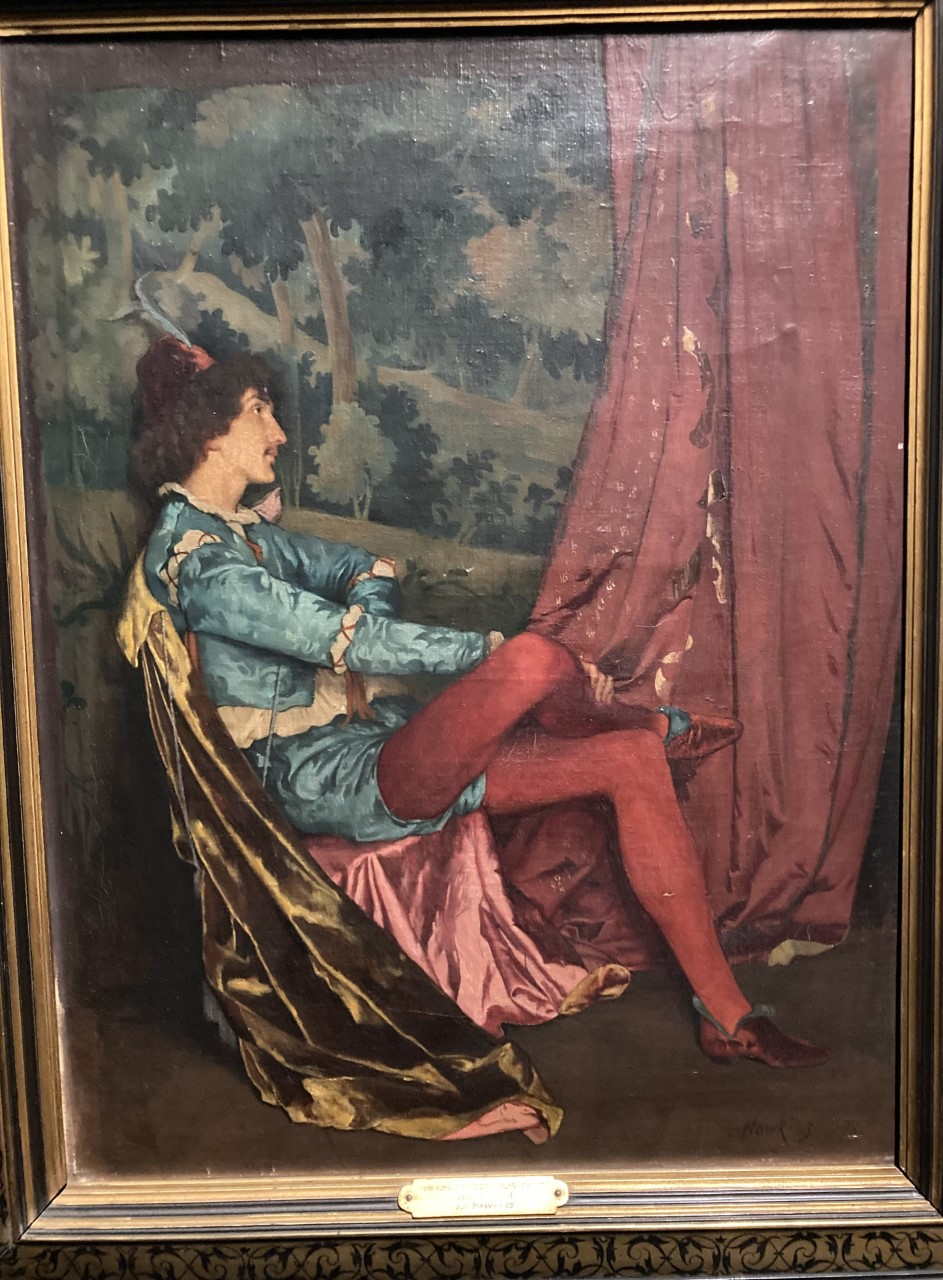
1879 (von Louis Welden Hawkins)
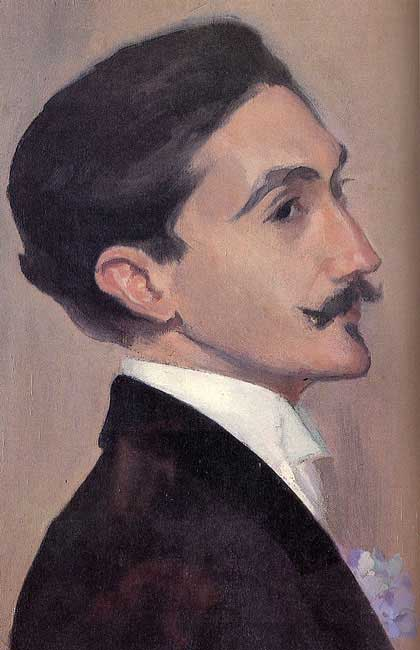
1887 (von Jacques-Émile Blanche)
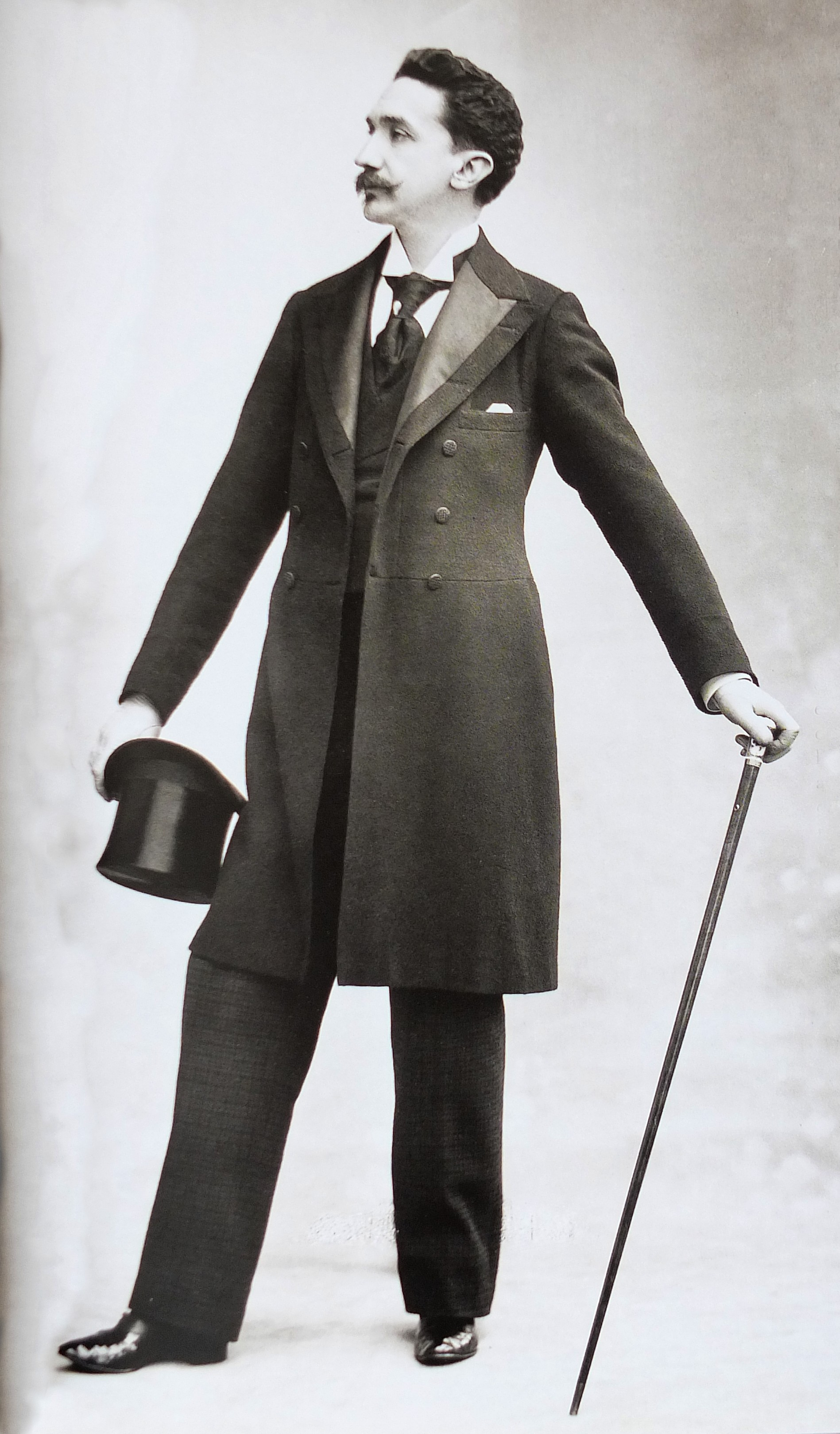
1895 (Fotografie von Paul Nadar)
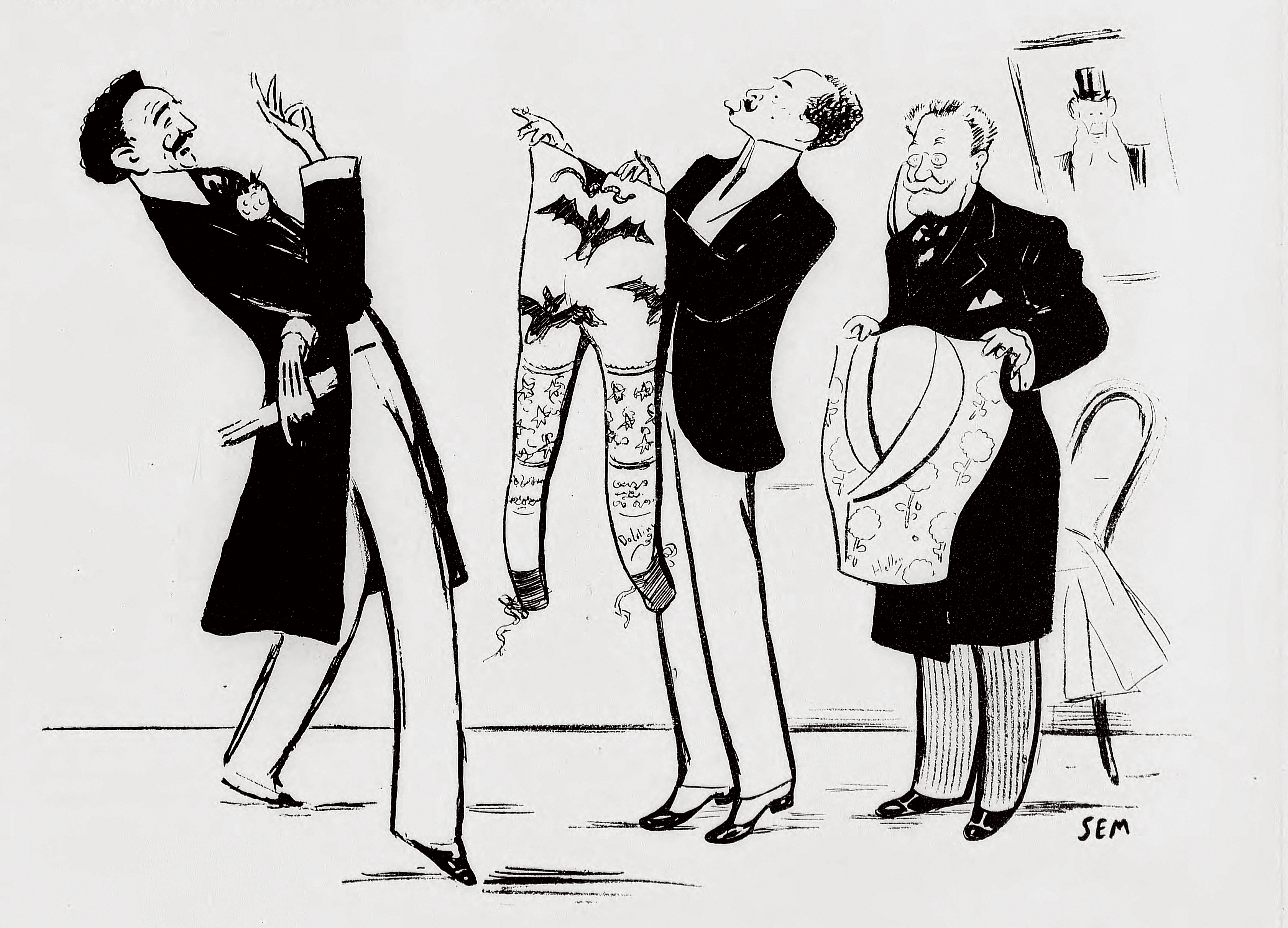
1902: Montesquiou und Yturri suchen bei Charvet Kleidungsstücke aus (Karikatur in La Vie parisienne)

## Werke

### Gedichtbände

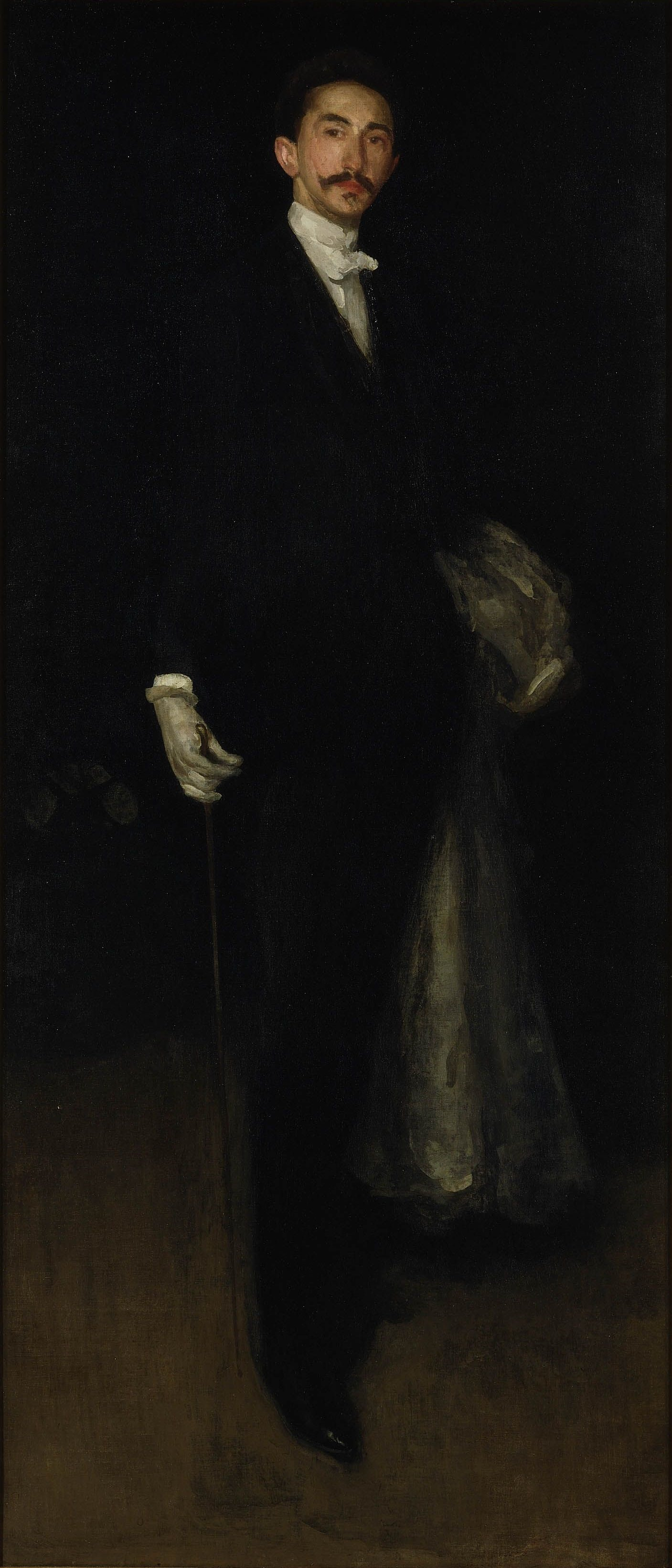
James McNeill Whistler: Arrangement in Black and Gold, Öl auf Leinwand, 1891/92

- Les Chauves-Souris. Clairs obscurs, mit Illustrationen von Antonio de la Gandara (Richard, 1892)
- Le Chef des odeurs suaves. Floréal extrait (Richard, 1893; 1894)
- Le Parcours du rêve au souvenir (Charpentier et Fasquelle, 1895)
- Les Hortensias bleus (Charpentier et Fasquelle, 1896).

Auswahl. Mit einer Einführung von Dominique Faye-Patry und Bruno Taravant. Paris 1979, ISBN 2-7305-0048-0
- Les Perles rouges. 93 sonnets historiques (Charpentier et Fasquelle, 1899)
- Les Paons (Charpentier et Fasquelle, 1901)
- Prières de tous. Huit dizaines d'un chapelet rythmique (Maison du Livre, 1902)
- Calendrier Robert de Montesquiou pour 1903
- Calendrier Robert de Montesquiou 1904
- Passiflora (L’Abbaye, 1907); Neuausgabe 2009, ISBN 1-120-67105-1
- Les Paroles diaprées. Cent dédicaces (Richard, 1910)
- Les Paroles diaprées. Nouvelle série de dédicaces (Richard, 1912)
- Les Offrandes blessées. Élégies guerrières (Sansot, 1915)
- Nouvelles Offrandes blessées (Maison du Livre, 1915)
- Offrande coloniale (1915)
- Sabliers et lacrymatoires. Élégies guerrières et humaines (Sansot, 1917)
- Un moment du pleur éternel. Offrandes innommées (Sansot, 1919)
- Les Quarante bergères. Portraits satiriques (Librairie de France, 1925)

### Essays
- Felicité. Étude sur la poëéie de Marceline Desbordes-Valmore, suivie d'un essai de classification de ses motifs d'inspiration (Lemerre, 1894)
- Roseaux pensants (Charpentier et Fasquelle, 1897)
- Apollon aux lanternes (Albert Lanier, 1898)
- Autels privilégiés (Charpentier et Fasquelle, 1898)
- Alice et Aline, une peinture de Théodore Chassériau (Charpentier et Fasquelle, 1898)
- Musée rétrospectif de la classe 90. Parfumerie (matières premières, matériel, procédés et produits) à l'Exposition universelle internationale de 1900 à Paris (Belin Frères, 1900)
- Alfred Stevens (Auszug aus der Gazette des Beaux-Arts, 1900)
- Pays de aromates (Floury, 1900)
- L’inextricable graveur Rodolphe Bresdin (Richard, 1904)

Deutsche Ausgabe: Rodolphe Bresdin der Unentwirrbare. Um fernere Erörterungen über Rodolphe Bresdin alias Chien-Caillou & Robert de Montesquiou alias Des Esseintes vermehrt u. herausgegeben von Peter Hahlbrock (Berlin: Rembrandt Verlag, 1977)
- Professionnelles beautés (Juven, 1905)
- Altesses sérénissimes (Juven, 1907)
- Assemblée de notables (Juven, 1908)
- Saints d'Israël (Maison du livre, 1910)
- Brelan de dames. Essai d'après trois femmes auteurs (Fontemoing, 1912)
- Têtes d'expression (Emile-Paul Frères, 1912)
- Paul Helleu, peintre et graveur (Floury, 1913)
- Têtes Couronnées (Sansot, 1916)
- Majeurs et mineurs (Sansot, 1971)
- Diptyque de Flandre, Triptyque de France (Sansot, 1921)
- Les Délices de Capharnaüm (Émile-Paul Frères, 1921)
- Elus et Appelés (Émile-Paul Frères, 1921)
- Le Mort remontant (Émile-Paul Frères, 1922)

### Roman
- La petite demoiselle (Albin Michel, 1911)
- La trépidation (Emile-Paul Frères, 1922)

### Biografien
- Le Chancelier des fleurs. Douze stations d'amitié (Maison du livre, 1907)
- La Divine Comtesse. Étude d'après Madame de Castiglione (Goupil, 1913)
- L'Agonie de Paul Verlaine, 1890-1896 (M. Escoffier, 1923)

### Theatre
- Mikhaïl. Mystère en quatre scènes, en vers (nach Tolstoi, 1901)

### Memoiren

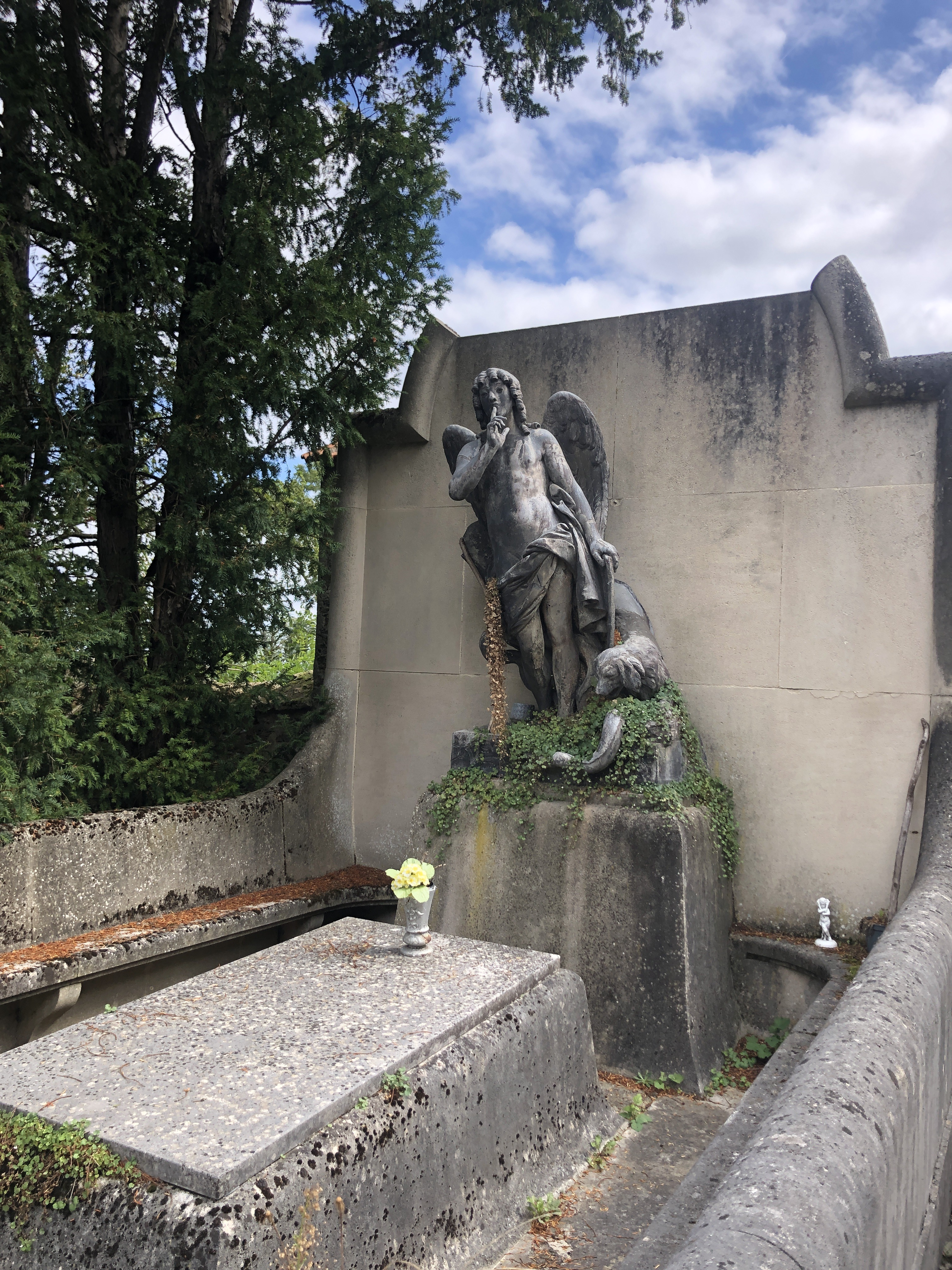
Grab de Montesquious auf dem Cimetière des Gonards in Versailles

- Les Pas effacés, 3 Bände. (Émile-Paul Frères, 1923)

Neuausgabe in 3 Bänden. Éditions du Sandre 2007.

## Ausstellungen
- 1999/2000: Robert de Montesquiou ou l’art de paraître. Exposition Musée d’Orsay.[12]